# Schweizer Parlamentswahlen 1987/Resultate Nationalratswahlen
Die Nationalratswahlen der 43. Legislaturperiode fanden am 18. Oktober 1987 statt. Auf dieser Seite findet sich eine Übersicht über die Resultate in den Kantonen (Parteien, Stimmen, Wähleranteil, Sitze, Gewählte). Auch die Resultate der Nachwahl im Kanton Appenzell Innerrhoden vom 8. Februar 1987 finden sich aufgrund ihrer zeitlichen Nähe in vorliegendem Artikel.